# Саймон Елліотт
Саймон Елліотт (англ. Simon Elliott; * 10 червня 1974, Веллінгтон, Нова Зеландія) — новозеландський футболіст, що виступав на позиції півзахисника, захищав кольори національної збірної Нової Зеландії.

## Клубна кар'єра
Саймон Елліотт виступав в команді університету, в якому навчався, а також за новозеландські клуби «Веллінгтон Олімпік», «Мірамар Рейнджерс», згодом переїхав до Америки та почав виступати в американських соккер-лігахза команди  «Бостон Бульдогс», «Лос-Анджелес Гелаксі», «Коламбус Крю» та «Сан-Хосе Ерсквейкс», був період коли він спробував себе в англійській Прем'єр лізі, виступаючи за «Фулхем», але в основному складі не зміг закріпитися.  Учасник фінальної частини 19-го Чемпіонату світу з футболу 2010 в Південно-Африканській Республіці.

## Титули і досягнення
- Володар Кубка націй ОФК: 2002, 2008
- Срібний призер Кубка націй ОФК: 2000
- Бронзовий призер Кубка націй ОФК: 2004